# Мики Маус (албум на Росица Кирилова)
Мики Маус е албум на българскатапоп/кънтри певица Росица Кирилова и е издаден през 1994 от Рива Саунд. Този албум включва песни, познати от предишни издания на Кирилова, както и няколко инструментала на нейни популярни песни.

## Песни
1. „Мики Маус“ (2:52)
2. „Боса по асфалта“ (3:33) – м. Зорница Попова
3. „Най-добрата дума“ (4:00)
4. „Криеница“ (3:03)
5. „Момичето с мечето“ (2:33)
6. „Песен за изгубеното куче“ (3:53)
7. „Мики Маус“ (2:45)- инструментал
8. „Боса по асфалта“ (3:26) – инструментал
9. „Най-добрата дума“ (3:47) – инструментал
10. „Криеница“ (2:52)- инструментал
11. „Момичето с мечето“ (2:34) – инструментал
12. „Песен за изгубеното куче“ (3:44)- инструментал